# Runcinioides argenteus
Runcinioides argenteus là một loài nhện trong họ Thomisidae.
Loài này thuộc chi Runcinioides. Runcinioides argenteus được Cândido Firmino de Mello-Leitão miêu tả năm 1929.